# أكيرا ماروتاني
أكيرا ماروتاني (باليابانية: 丸谷 明) (28 فبراير 1984 في كوراشيكي في اليابان – )؛ هو لاعب كرة قدم سابق كان يلعب كمدافع.

## وصلات خارجية
- أكيرا ماروتاني على موقع Soccerway.com (الإنجليزية)